# 北京交通大学威海校区
北京交通大学威海校区（英文名：Beijing Jiaotong University Weihai Campus）是北京交通大学“一校多区”的重要组成部分，位于山东省威海市文登区南海新区。校区成立于2015年。作为“一校多区”的组成部分，北京交通大学威海校区也进入了“211工程”、“双一流”建设名单之中。威海校区与北京交通大学本部和雄安校区的定位有所不同。北京交通大学把威海校区作为学校中外合作办学的主阵地，国际化师资队伍的培养实训基地，学校综合改革的试验区以及服务地方区域经济社会发展的示范区。

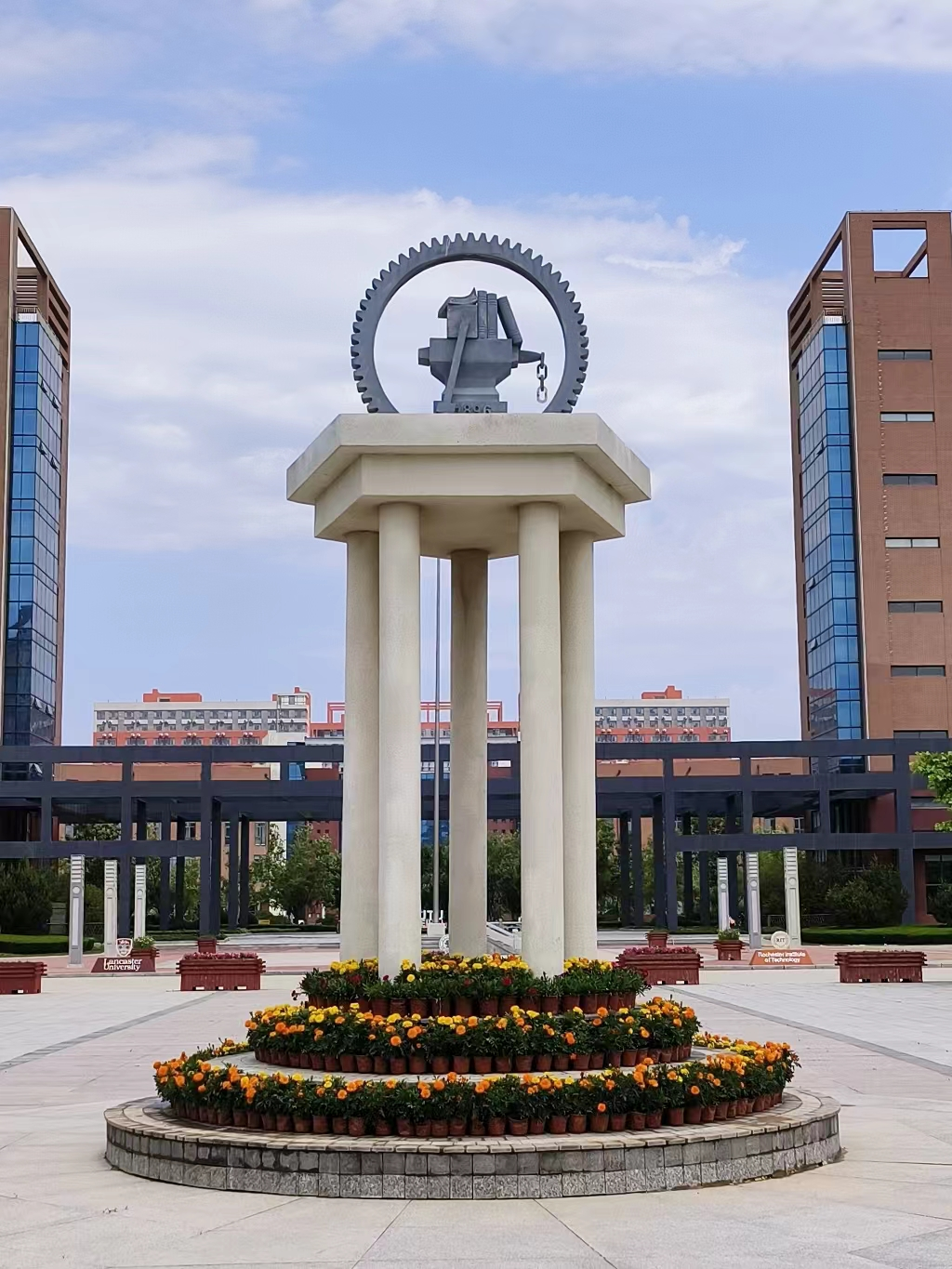
北京交通大学威海校区饮水思源碑

## 历史[3]
2010年10月3日，文登市（即现文登区）市委书记王亮在文登会见来文洽谈大学科教城项目事宜的时任北京交通大学校长宁滨一行。
2010年12月10日，威海市正式启动北京交通大学威海校区项目。
2011年1月3日，时任北京交通大学副校长关忠良等一行4人赴威海洽谈南海大学科教城项目建设事宜。
2012年5月20日，文登市（即现文登区）南海新区管理委员会与相关单位在北京就合作开发建设南海大学科教城达成一系列共识，并共同签署了《南海科教城合作建设协议书》。此事件标志着北京交通大学威海校区项目建设正式启动。
2013年11月26日，威海市人民政府与北京交通大学签订战略合作协议。
2014年9月28日，北京交通大学与威海市人民政府共同签订了《威海市人民政府与北京交通大学关于共建北京交通大学威海校区的补充协议》和《威海南海新区管理委员会与北京交通大学关于设立并共建北京交通大学威海国际学院的协议》两条协议，标志着北京交通大学在威海校区设立威海国际学院这一院系。
2015年4月19日，中华人民共和国教育部批复北京交通大学建设威海校区。
2015年5月12日，中华人民共和国教育部国际合作和交流司发布关于北京交通大学中外合作办学项目（北京交通大学与罗切斯特理工学院合作举办信息管理与信息系统专业本科教育项目）变更办学地址及招生人数的批复，批复中确定办学地点在北京交通大学威海校区。
2015年9月7日，北京交通大学威海校区正式投入使用。
2016年4月18日，北京交通大学与兰卡斯特大学合办的“北京交通大学兰卡斯特大学学院”正式获得教育部批准，设立4个本科专业和2个硕士研究生专业，办学地点在北京交通大学威海校区。
2016年9月7日，北京交通大学兰卡斯特大学学院揭牌仪式举行，标志着北京交通大学威海校区（即威海国际学院）形成了下辖北京交通大学与罗切斯特理工学院合作举办信息管理与信息系统专业本科教育项目和北京交通大学兰卡斯特大学学院两个办学项目的局面。

## 教学科研

### 师资力量[5]
威海校区在职人员141人。威海校区计划教职工总数为680人，其中专任教师460人左右，其中由国外合作院校提供的国际师资将占比1/3以上。

### 学科发展
北京交通大学威海校区（即威海国际学院）下设有1个二级学院和1个合作办学项目，开设7个本科专业，2个硕士专业。同时与北京交通大学本部同步招收第二学士学位，含2个专业。
|              | 学院名                               | 二级项目                                           | 专业名             |
| ------------ | ------------------------------------ | -------------------------------------------------- | ------------------ |
| 本科         | 威海国际学院（北京交通大学威海校区） | 北京交通大学兰卡斯特大学学院                       | 通信工程           |
| 本科         | 威海国际学院（北京交通大学威海校区） | 北京交通大学兰卡斯特大学学院                       | 计算机科学与技术   |
| 本科         | 威海国际学院（北京交通大学威海校区） | 北京交通大学兰卡斯特大学学院                       | 环境工程           |
| 本科         | 威海国际学院（北京交通大学威海校区） | 北京交通大学兰卡斯特大学学院                       | 工商管理           |
| 本科         | 威海国际学院（北京交通大学威海校区） | 北京交通大学兰卡斯特大学学院                       | 会计学             |
| 本科         | 威海国际学院（北京交通大学威海校区） | 北京交通大学兰卡斯特大学学院                       | 数字媒体艺术       |
| 本科         | 威海国际学院（北京交通大学威海校区） | 北京交通大学与罗切斯特理工学院合作举办本科教育项目 | 信息管理与信息系统 |
| 第二学士学位 |                                      |                                                    | 通信工程           |
| 第二学士学位 | 环境工程                             |                                                    |                    |
| 研究生       |                                      |                                                    | 通信工程           |
| 研究生       | 物流工程与管理                       |                                                    |                    |

### 科研情况
校区拥有科研部（即北京交通大学威海研究院），研究院内下设绿色建筑研究院、数字家庭实验室、自组协同通信实验室、机器人教育与创新研究中心、低碳水处理能源研究院和大数据与智慧教育研究所。

## 校区象征

### 校徽
北京交通大学威海校区采用与北京交通大学本部相同的校徽。

### 校歌
北京交通大学威海校区采用与北京交通大学本部相同的校歌。

### 校庆日
虽然北京交通大学威海校区成立于9月7日，但是校庆日和北京交通大学建校纪念日一致，为每年9月10日。

## 基础设施

#### 住宿
威海校区的本科生宿舍条件较本部更好，多为4人间上床下桌，均拥有独立卫生间。研究生为2人间。目前校区计划建设5座宿舍楼，现已建成4座，可满足1296名学生的居住需求。校内也有威海红果园宾馆以供来访人员下榻。

#### 餐饮娱乐
校区内部餐饮主要由威海校区后勤集团交大餐饮管理，设有学子餐厅和清真食堂2个学生餐厅以及北途咖啡馆和喜乐咖啡吧。
校区拥有标准室外体育场1个、室外篮球场12块、排球场2块、足球场1块；室内羽毛球场地8块、篮球场2块；体操房1个，健身房1个。